# Belinda Borneo
Belinda Borneo (née le 10 novembre 1966) est une joueuse de tennis britannique, professionnelle dans les années 1980 et jusqu'en 1992.
Pendant sa carrière, elle a gagné un titre en double sur le circuit WTA.

## Palmarès

### Titre en double dames
| No | Date       | Nom et lieu du tournoi             | Catégorie | Dotation  | Surface    | Partenaire | Finalistes                     | Score    |          |
| -- | ---------- | ---------------------------------- | --------- | --------- | ---------- | ---------- | ------------------------------ | -------- | -------- |
| 1  | 03-02-1992 | Fernleaf Butter Classic Wellington | Tier V    | 100 000 $ | Dur (ext.) | Clare Wood | Jo-Anne Faull Julie Richardson | 6-0, 7-6 | Parcours |

### Finale en double dames
| No | Date       | Nom et lieu du tournoi             | Catégorie | Dotation  | Surface    | Vainqueures                    | Partenaire | Score         |          |
| -- | ---------- | ---------------------------------- | --------- | --------- | ---------- | ------------------------------ | ---------- | ------------- | -------- |
| 1  | 04-02-1991 | Fernleaf Butter Classic Wellington | Tier V    | 100 000 $ | Dur (ext.) | Jo-Anne Faull Julie Richardson | Clare Wood | 2-6, 7-5, 7-6 | Parcours |

## Parcours en Grand Chelem

### En simple dames
| Année | Open d'Australie | Open d'Australie | Internationaux de France | Internationaux de France | Wimbledon       | Wimbledon         | US Open | US Open |
| ----- | ---------------- | ---------------- | ------------------------ | ------------------------ | --------------- | ----------------- | ------- | ------- |
| 1986  | n/a              | n/a              | -                        | -                        | 1er tour (1/64) | Anne Hobbs        | -       | -       |
| 1990  | -                | -                | -                        | -                        | 1er tour (1/64) | Carrie Cunningham | -       | -       |
| 1991  | -                | -                | -                        | -                        | 1er tour (1/64) | Elena Pampoulova  | -       | -       |

À droite du résultat, l’ultime adversaire.

### En double dames
| Année | Open d'Australie (janvier)  | Open d'Australie (janvier) | Internationaux de France | Internationaux de France | Wimbledon                    | Wimbledon                   | US Open                     | US Open                 | Open d'Australie (décembre) | Open d'Australie (décembre) |
| ----- | --------------------------- | -------------------------- | ------------------------ | ------------------------ | ---------------------------- | --------------------------- | --------------------------- | ----------------------- | --------------------------- | --------------------------- |
| 1985  | n/a                         | n/a                        | -                        | -                        | 2e tour (1/16) Joy Tacon     | Navrátilová Pam Shriver     | -                           | -                       | -                           | -                           |
| 1986  | n/a                         | n/a                        | -                        | -                        | 1er tour (1/32) Valda Lake   | Elise Burgin R. Fairbank    | -                           | -                       | n/a                         | n/a                         |
| 1987  | -                           | -                          | -                        | -                        | 1er tour (1/32) Julie Salmon | Csilla Bartos Nicole Provis | -                           | -                       | n/a                         | n/a                         |
| 1989  | -                           | -                          | -                        | -                        | 2e tour (1/16) Clare Wood    | Patty Fendick Hetherington  | -                           | -                       | n/a                         | n/a                         |
| 1990  | -                           | -                          | -                        | -                        | 1er tour (1/32) Clare Wood   | Kathy Jordan E. Smylie      | -                           | -                       | n/a                         | n/a                         |
| 1991  | 2e tour (1/16) Julie Salmon | Elise Burgin R. Fairbank   | -                        | -                        | 2e tour (1/16) Clare Wood    | S. Stafford T. Whitlinger   | 1er tour (1/32) R. Baranski | Nicole Provis E. Smylie | n/a                         | n/a                         |
| 1992  | 2e tour (1/16) K. Guse      | Katrina Adams M. Bollegraf | -                        | -                        | 1er tour (1/32) Clare Wood   | A. Sánchez Helena Suková    | -                           | -                       | n/a                         | n/a                         |

Sous le résultat, la partenaire ; à droite, l’ultime équipe adverse.

### En double mixte
| Année | Open d'Australie | Open d'Australie | Internationaux de France | Internationaux de France | Wimbledon                     | Wimbledon                | US Open | US Open |
| 1989  | -                | -                | -                        | -                        | 1er tour (1/32) Laurie Warder | Anne Hobbs Andrew Castle | -       | -       |

Sous le résultat, le partenaire ; à droite, l’ultime équipe adverse.

## Classements WTA en fin de saison

### En simple
| Année | 1984 | 1986 | 1987 | 1988 | 1989 | 1990 | 1991 | 1992 |
| Rang  | 284  | 288  | 503  | 389  | 295  | 252  | 343  | 582  |

Source : (en) « Classements de Belinda Borneo », sur le site officiel du WTA Tour

### En double
| Année | 1986 | 1987 | 1988 | 1989 | 1990 | 1991 | 1992 |
| Rang  | 216  | 355  | 342  | 176  | 170  | 84   | 141  |

Source : (en) « Classements de Belinda Borneo », sur le site officiel du WTA Tour